# 탄화물등

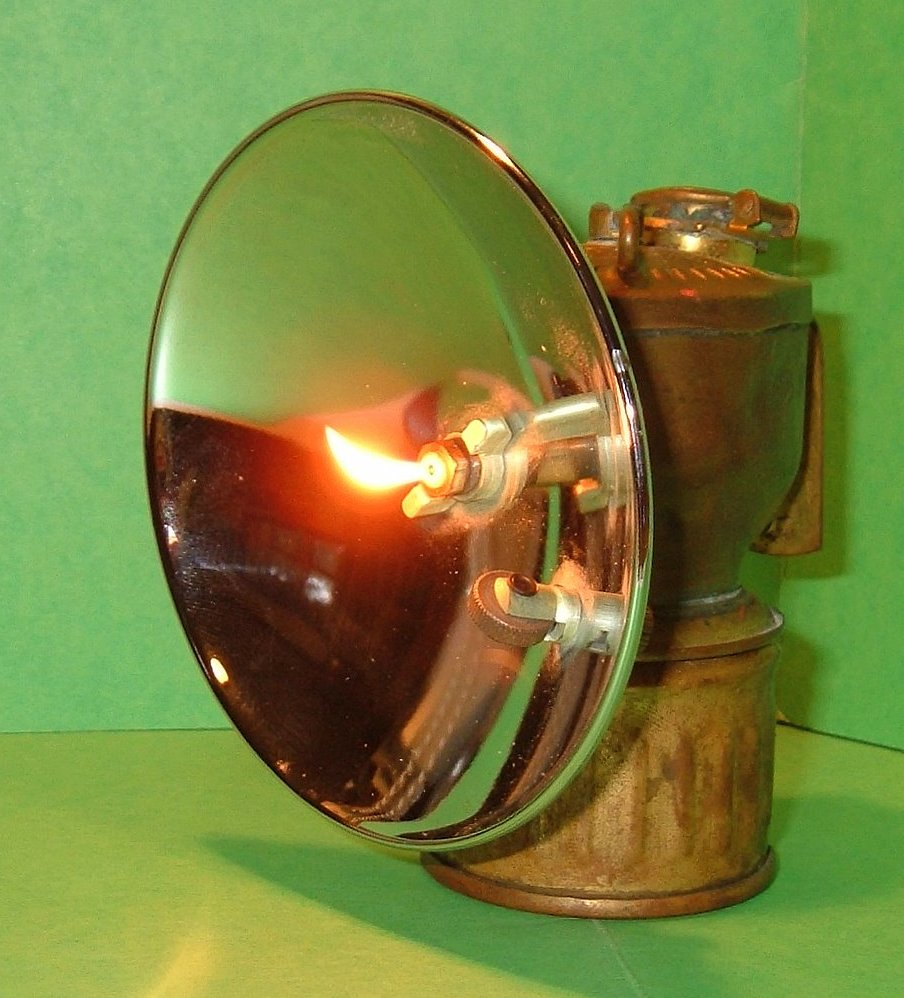

탄화물등, 카바이드 램프(carbide lamp), 카바이드등 또는 아세틸렌 가스 램프(acetylene gas lamp)는 탄화 칼슘(CaC2)과 물(H2O)이 반응하여 생성되는 아세틸렌(C2H2)을 생성하고 연소하는 간단한 램프이다.
탄화물등은 건물을 밝히는 데, 등대 표지로, 자동차와 자전거의 헤드라이트로 사용되었다. 모자에 착용하거나 손으로 들고 다니는 휴대용 아세틸렌 가스 램프는 20세기 초 광산에서 널리 사용되었다. 이것들은 여전히 동굴가, 사냥꾼, 카타필에 의해 사용된다.

## 같이 보기
- 손전등